# Klostertaler

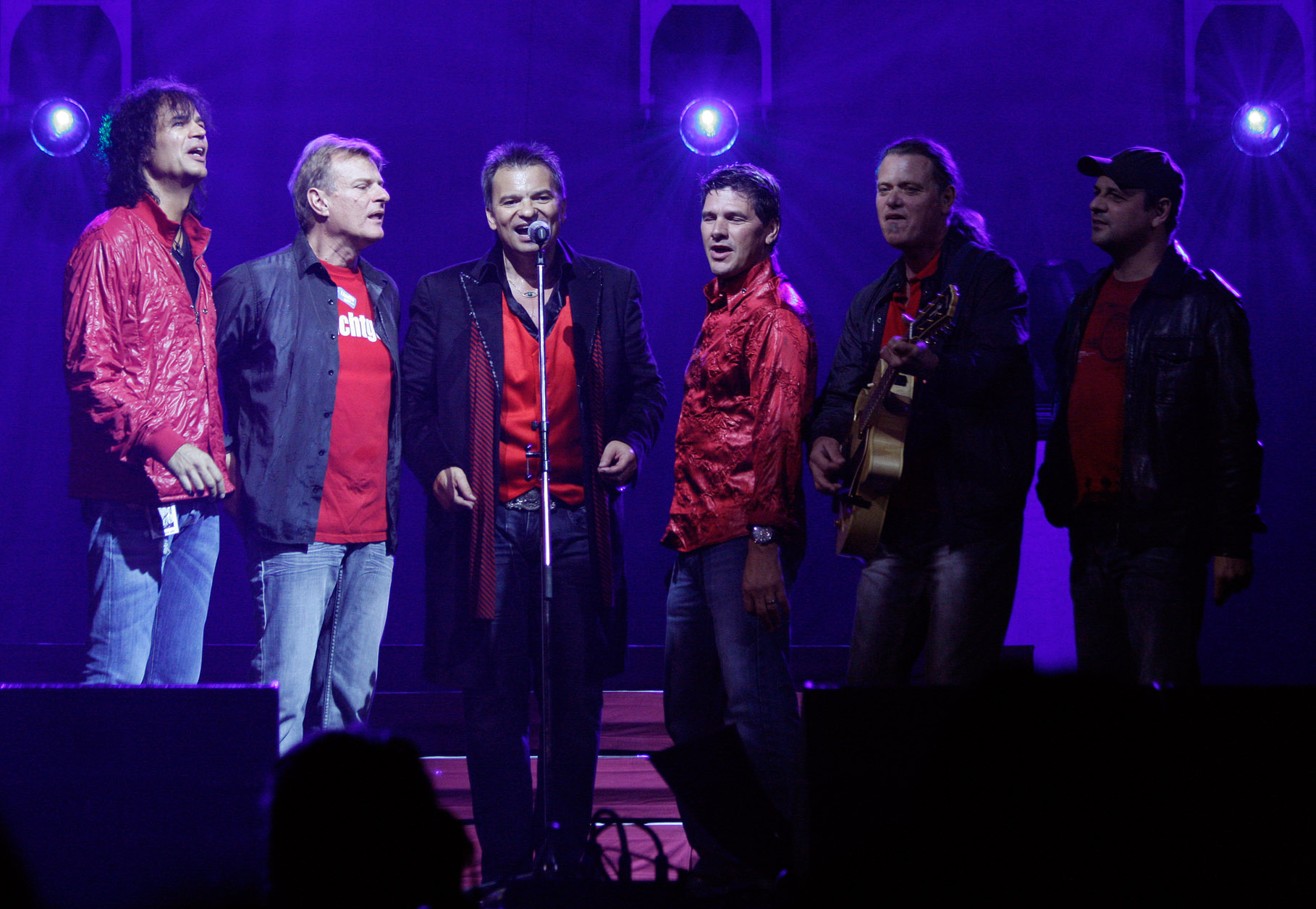
Klostertaler in 2009

Die Klostertaler of kortweg Klostertaler is een Oostenrijkse band.

## Geschiedenis
Markus Wolfahrt is de bandleider en heeft met Thomas Berthold de band opgericht in 1976. Hij is de zanger en speelt de trompet, bariton, alpenhoorn en de Steirische Harmonica. Twee jaar later kwam Wolfgang Maier erbij. Hij regelt nu de fanclub en is gitarist. In 1993 kwam Gerard Tschann in de band en is uitgegroeid tot de muzikaalste van de band. Hij speelt meer dan tien instrumenten, waaronder de doedelzak en de Didgeridoo. In 1997 kwamen Marcus Fend en Dietmar Konzett bij de band. Marcus Fend is gitarist en Dietmar Konzett is de drummer en slaat op alles wat hij tegen komt. In 2006 kwam Christian Torchiani erbij. Hij is de nieuwe man achter de keyboard. Uwe Altenried heeft 13 jaar daar achter gestaan. In 2006 bestond de band 30 jaar. Elke zomer hebben ze een Alpenparty waar ze vandaan komen. Ze zingen vooral party muziek, maar zingen ook mooie rustige liedjes.
In 2000 hebben ze met de Kastelruther Spatzen en Nockalm Quintett een cd opgenomen onder de naam "Die größten 3 der Volksmusik" (De grootste 3 van de volksmuziek). Dit was zo'n succes dat ze nog twee cd's en een dvd hebben gemaakt, waaronder een kerst cd. Ze ontvingen hiervoor ook een gouden plaat en de Krone der Volksmusik.
Op 14 augustus 2010 gaven Die Klostertaler in het Klostertal hun laatste concert. Het was een emotioneel afscheid voor zowel de fans als voor de Klostertaler zelf.

## Samenstelling
De band bestaat uit 6 leden:
- Markus Wolfahrt
- Wolfgang Maier, bijnaam  Wolfi
- Gerard Tschann, bijnaam  Geri
- Marcus Fend, bijnaam  Max
- Dietmar Konzett, bijnaam  Didi
- Christian Torchiani

## Prijzen
In 1993 hebben ze de Grand Prix der Volksmusik gewonnen voor Oostenrijk. ze hebben 4 platina platen en 17 gouden platen. Verder waren ze met meer dan 50% de winnaar van de Goldene Eins hitparade. Ze waren in 1996 de jaar winnaar van ARD Schlagerparade en in datzelfde jaar ontving ze de Goldene Stimmgabel. In 2008 wonnen ze voor de 2 de keer de Grand Prix der Volksmusik voor Oostenrijk, iets wat verder nog niemand gelukt is.

## Succesvolle nummers
- Pronto Giuseppe
- Franz fahr net nach San Franzisco 1985
- Heut ist der Teufel los 1990
- Mir san da 1992
- An a Wunder hob i g'laubt 1993
- Die Sterne stehen gut 1995
- Weihnachten im Juli 1995
- Hal-le-lu-ja 1995
- Oh la la 1997
- Gott schütze die Frau'n 1997
- Gipfelstürmer 1998
- Bäng Boom Bäng 1998
- Alles O.K. 1999
- Die längste Nacht der Welt 2000
- Viva la Vita 2000
- Drei Tiroler mit dem Gummiboot 2001
- Die kleine Kneipe 2003
- Leg' dein Herz in meine Hände 2003
- Bergrausch 2004
- Regenbogen 2005
- Du schaffst mich 2006
- Elena 2006
- Wir leben alle unter einer Sonne 2003
- Wenn der Sommer dann da ist 2009

## Discografie
Cd's en mc's:
- Abschied kann ein anfang sein
- Apres-Ski-Hits
- Donnerwetter
- Himmelsstürmer
- Star Edition
- Ciao d'Amore
- Rock'n'Roll muass sei
- Open-Air Das Live-Album zum 30-jährigen Jubiläum
- Alles ist möglich
- 30 Jahre
- Die schönsten Liebeslieder
- Mittendrin
- Regenbogen
- Bergrausch
- Das Beste
- Ab in den Urlaub
- Das Mega-Konzert in den Alpen - Live
- Starke Herzen
- Die längste Nacht der Welt
- Die Größten Drei der Volksmusik
- Winterwunderland
- Alles O.K.
- Live, Jung & Stark
- Bäng Boom Bäng
- Oh-la-la
- Carmen Nebel präsentiert
- 20 Originalaufnahmen
- Das Beste der jungen Klostertaler
- Die Sterne stehen gut
- Live
- Almenweiß & Edelrausch
- An a Wunder hob I glaubt
- Mir san da
- Ja, ja mein Trabi
- Heut ist der Teufel los
- Ja gibt's denn sowas
- Mit Vollgas weiter
- Des fährt ab
- Hey Boy
- Musikantengaudi MC
- 16 Volltreffer MC
- Die jungen Klostertaler MC
- Für unsere Freunde MC
- Rund um die Welt MC

Dvd's en video's:
- Star collection (2008)
- Open Air 2007 (2007)
- Das Megaconcert in den Alpen (2001)
- Alles O.K. (1999)
- Live, Jung und Stark (1997)
- Live (1993)

| Dvd's met eventuele hitnoteringen in de Nederlandse Music Top 30 | Datum van verschijnen | Datum van binnenkomst | Hoogste positie | Aantal weken | Opmerkingen |
| ---------------------------------------------------------------- | --------------------- | --------------------- | --------------- | ------------ | ----------- |
| Das grosse finale                                                | 2010                  | 30-10-2010            | 15              | 2            |             |